# Immortalized (album Disturbed)
Immortalized – szósty album studyjny amerykańskiego zespołu muzycznego Disturbed. Wydawnictwo ukazało się 21 sierpnia 2015 roku nakładem wytwórni muzycznej Reprise Records. Nagrania zostały zarejestrowane pomiędzy styczniem a majem 2015 roku w The Hideout Recording Studio w Las Vegas w stanie Nevada.
Album zadebiutował na 1. miejscu listy Billboard 200 w Stanach Zjednoczonych sprzedając się w nakładzie 93. tys. egzemplarzy w przeciągu tygodnia od dnia premiery.

## Lista utworów
Opracowano na podstawie materiału źródłowego.
1. "The Eye of the Storm" – 1:20
2. "Immortalized" – 4:17
3. "The Vengeful One" – 4:12
4. "Open Your Eyes" – 3:57
5. "The Light" – 4:16
6. "What Are You Waiting For" – 4:03
7. "You're Mine" – 4:55
8. "Who" – 4:46
9. "Save Our Last Goodbye" – 4:59
10. "Fire It Up" – 4:05
11. "The Sound of Silence" (cover Simon & Garfunkel) – 4:08
12. "Never Wrong" – 3:33
13. "Who Taught You How to Hate" – 4:57

## Twórcy
Opracowano na podstawie materiału źródłowego.
| - David Draiman - wokal prowadzący, wokal wspierający - Dan Donegan - gitara elektryczna, gitara basowa, instrumenty klawiszowe, wokal wspierający - Mike Wengren - perkusja, instrumenty perkusyjne, wokal wspierający - Kevin Churko - produkcja muzyczna, inżynieria dźwięku, miksowanie |  | - Kane Churko - edycja cyfrowa - Shawn McGhee - edycja cyfrowa - Travis Shinn - zdjęcia - Raymond Swanland - ilustracje - Ted Jensen - mastering |

## Listy sprzedaży
| Lista                   | Kraj              | Pozycja |
| ----------------------- | ----------------- | ------- |
| Ö3 Austria Top 40       | Austria           | 2       |
| Schweizer Hitparade     | Szwajcaria        | 5       |
| Billboard 200           | Stany Zjednoczone | 1       |
| Suomen virallinen lista | Finlandia         | 7       |
| Media Control Charts    | Niemcy            | 2       |
| SNEP                    | Francja           | 57      |